# Dennis Hodgetts
Henry Dennis Hodgetts (* 28. November 1863 in Birmingham; † 26. März 1945 ebenda) war ein englischer Fußballspieler. Der linke Flügelspieler war zwischen 1888 und 1896 zweifacher englischer Pokalsieger und Meister mit Aston Villa.

## Sportlicher Werdegang
Nach ersten Erfahrungen im Fußball für die Mannschaften von The Dreadnought, Birmingham St. George’s und Great Lever schloss sich Hodgetts im Jahr 1886 Aston Villa an. Der Verein war zu diesem Zeitpunkt eine dominierende Kraft im englischen Fußball und bereits in seiner ersten Saison 1886/87 zog Hodgetts nach Siegen unter anderem gegen die Wolverhampton Wanderers und die Glasgow Rangers mit den „Villans“ ins FA-Cup-Finale ein. Der Gegner und Lokalrivale West Bromwich Albion war dort in der ersten Spielhälfte das bessere Team, bis dann der linke Flügelspieler Hodgetts selbst in der zweiten Halbzeit für den Führungstreffer sorgte, nachdem sein rechtes Pendant Richmond Davis für die Vorbereitung per Flanke gesorgt hatte. Nach einem weiteren Treffer des Mannschaftskapitäns Archie Hunter in der letzten Spielminute gewann Hodgetts mit Aston Villa die Partie mit 2:0. Neben dem Pokalerfolg nahm er zwischen Februar und März 1888 an seinen ersten drei Länderspielen für England teil und gewann die Begegnungen gegen Wales (5:1), Schottland (5:0) und Irland (5:1) deutlich.
In der ersten Spielzeit der Football League 1888/89 gewann Hodgetts der Vizemeisterschaft, aber fortan zeigte die sportliche Leistungskurve leicht nach unten. Erst 1892 erreichte er mit Villa wieder das FA-Cup-Finale, das nun aber gegen WBA mit 0:3 verloren ging. Nach einem vierten Platz in der Saison 1892/93 gewann Hodgetts in der anschließenden Spielzeit seine erste englische Meisterschaft. Dabei schoss er zwölf der insgesamt 84 Ligatreffer des Vereins und war damit hinter John Devey zweitbester Torschütze von Aston Villa. Am 3. März 1894 kam Hodgetts zu seinem sechsten und letzten Einsatz für England und blieb beim 2:2 gegen Irland erstmals ohne Sieg. Seinen zweiten FA Cup gewann Hodgetts 1895 mit Aston Villa, wobei erneut der alte Rivale aus West Bromwich besiegt wurde – das entscheidende Tor zum 1:0 erzielte Bob Chatt bereits nach 30 Sekunden. Es folgte Hodgetts zweite englische Meisterschaft im Jahr darauf, wonach er den Verein im August 1896 nach insgesamt 91 Toren in 215 Spielen verließ. Er ließ seine Karriere schließlich bei dem Lokalrivalen Small Heath – dem späteren „Birmingham City“ – ausklingen.
Die Vereinschronik von Aston Villa („Who’s Who of Aston Villa“) beschrieb Hodgetts rückbetrachtend als kraftvollen Fußballer, der vorzugsweise auf der linken Außenseite spielte. Er galt als Publikumsliebling und war einer der Spitzenspieler des Vereins, was er auch außerhalb des Platzes seinem Erscheinungsbild mit sorgsam gepflegtem Schnurrbart und Scheitel verdankte. Er wird als beidfüßig beschreiben, der auf seiner Position eine große Kreativität entfaltete, schwer vom Ball zu trennen war und über einen harten Schuss verfügte.

## Nach der aktiven Karriere
Hodgetts wechselte 1899 in den Trainerstab von Small Heath, ging aber nach nur einer Spielzeit seinem „bürgerlichen“ Beruf als Gastwirt nach. Dem früheren Verein Aston Villa blieb er später als Vizepräsident treu – eine Position, die er bis zu seinem Tod im Jahr 1945 ausübte.

## Erfolge
- Englischer Meister: 1894, 1896
- Englischer Pokalsieger: 1886/87, 1894/95